# Saint-Colomban-des-Villards
Saint-Colomban-des-Villards est une commune française située dans le département de la Savoie, en région Auvergne-Rhône-Alpes.

## Géographie

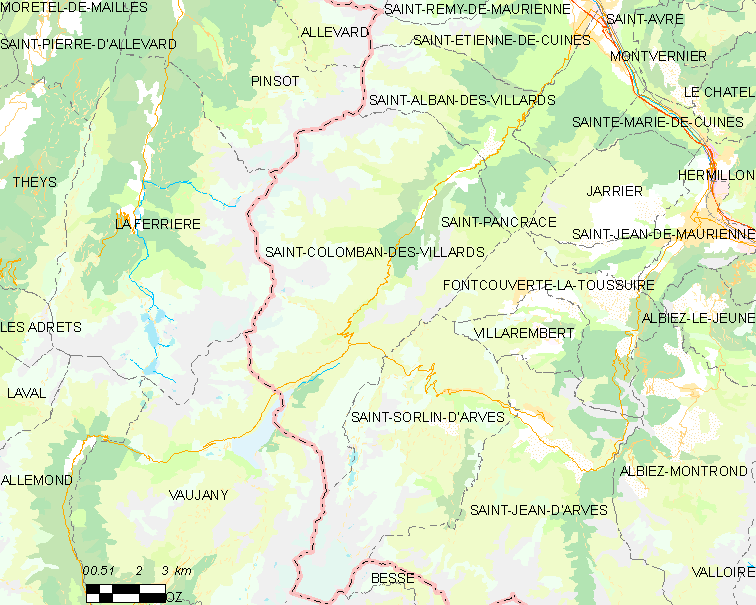
Territoire de Saint-Colomban-des-Villards et les communes limitrophes.

### Localisation
Saint-Colomban-des-Villards est située sur le cours du Glandon, rivière qui a modelé la vallée des Villards entre le col du même nom et la Maurienne, où elle se jette dans l'Arc.
D'une superficie de 81,12 km2, la commune est limitrophe du département de l'Isère.
| Le Haut-Bréda |                             | Saint-Alban-des-Villards  |
| Le Haut-Bréda | Saint-Colomban-des-Villards | Fontcouverte-la-Toussuire |
|               | Vaujany                     | Saint-Sorlin-d'Arves      |

### Sites géologiques remarquables
Le « contact cristallin/sédimentaire des "Aiguillettes" (Grand Maison) », à l'amont du barrage de Grand'Maison, est un site géologique remarquable de 149,68 hectares qui se trouve sur les communes de Vaujany et de Saint-Colomban-des-Villards. En 2014, ce site d'intérêt tectonique est classé « deux étoiles » à l'« Inventaire du patrimoine géologique ».

### Lieux-dits et écarts
La commune de Saint-Colomban-des-Villards regroupe les hameaux suivants :
| - Chef-lieu - Lachenal - la Chal - le Pont - la Perrière |  | - la Pierre - la Sausse - le Chatelet - les Moulins - les Roches |  | - Nanchenu - Valmaure - Villard Martinan |

### Voies de communication et transports

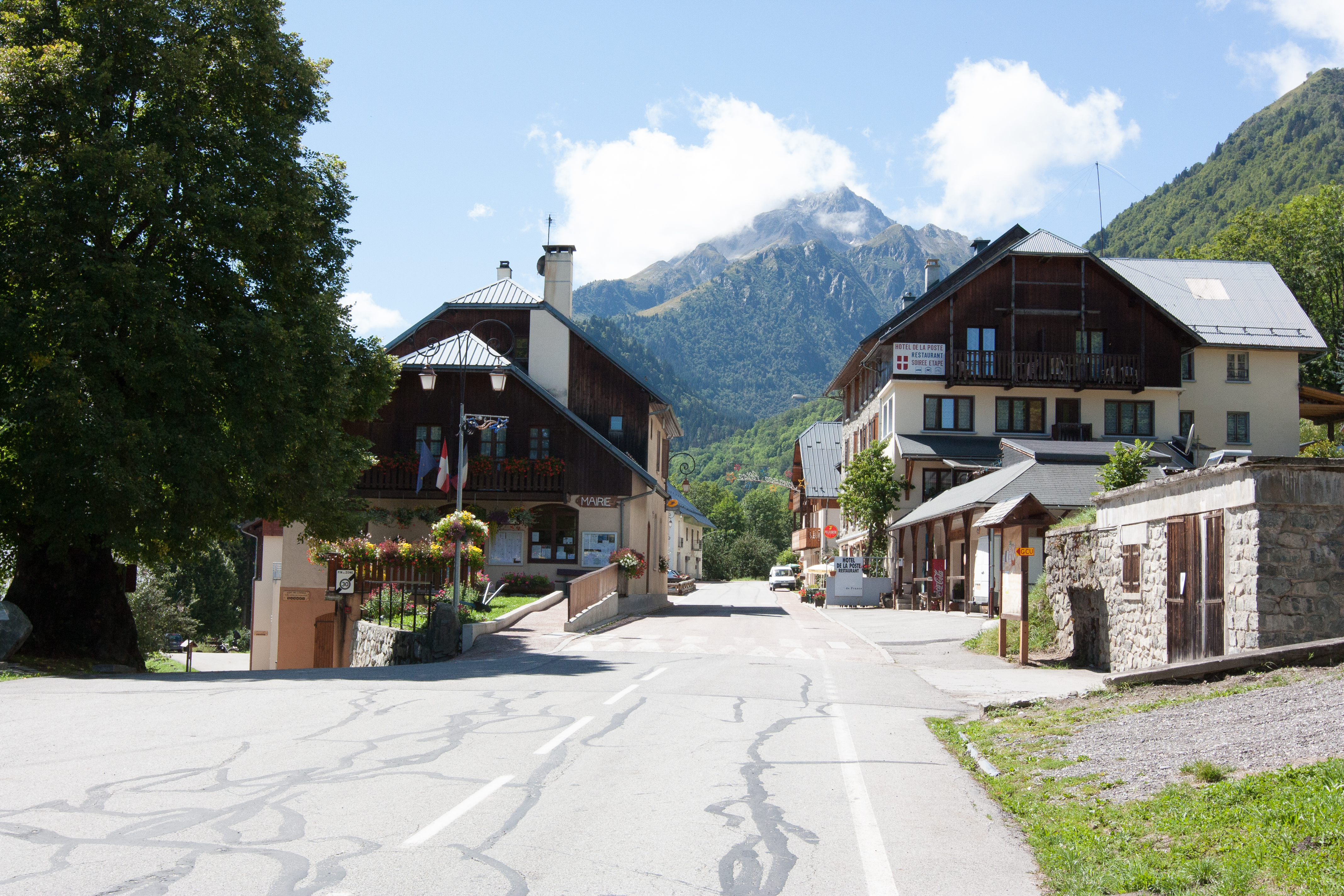
La rue principale du chef-lieu de la commune vue en direction du col du Glandon.

La commune est traversée par la route départementale no 927 qui relie Saint-Étienne-de-Cuines au col du Glandon.

## Urbanisme

### Typologie
Au 1er janvier 2024, Saint-Colomban-des-Villards est catégorisée commune rurale à habitat dispersé, selon la nouvelle grille communale de densité à sept niveaux définie par l'Insee en 2022.
Elle est située hors unité urbaine et hors attraction des villes,.

### Occupation des sols
L'occupation des sols de la commune, telle qu'elle ressort de la base de données européenne d’occupation biophysique des sols Corine Land Cover (CLC), est marquée par l'importance des forêts et milieux semi-naturels (98,4 % en 2018), une proportion sensiblement équivalente à celle de 1990 (98,6 %). La répartition détaillée en 2018 est la suivante : 
espaces ouverts, sans ou avec peu de végétation (43,1 %), milieux à végétation arbustive et/ou herbacée (39,3 %), forêts (15,9 %), zones agricoles hétérogènes (0,8 %), prairies (0,4 %), eaux continentales (0,4 %).
L'IGN met par ailleurs à disposition un outil en ligne permettant de comparer l’évolution dans le temps de l’occupation des sols de la commune (ou de territoires à des échelles différentes). Plusieurs époques sont accessibles sous forme de cartes ou photos aériennes : la carte de Cassini (XVIIIe siècle), la carte d'état-major (1820-1866) et la période actuelle (1950 à aujourd'hui).

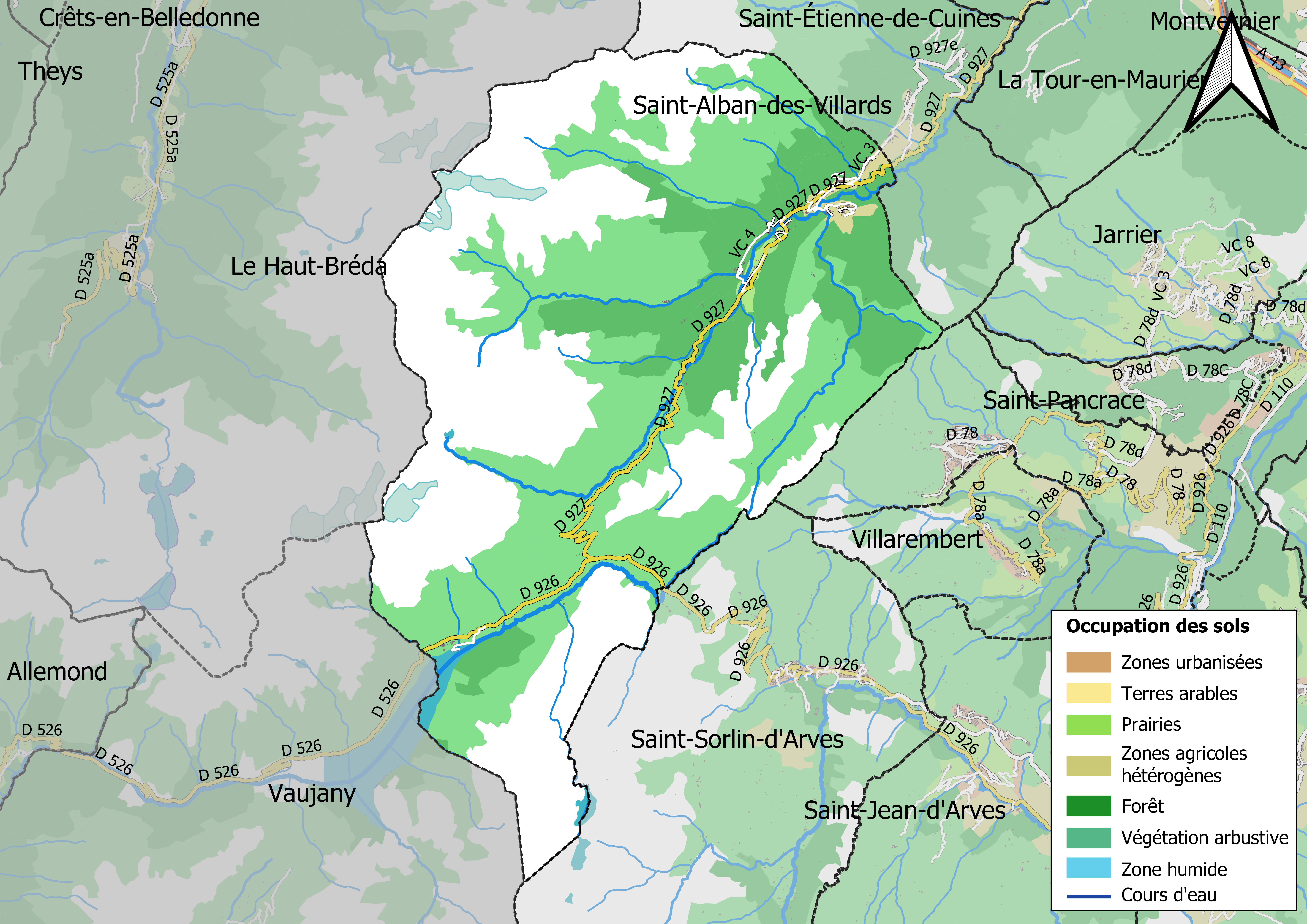
Carte des infrastructures et de l'occupation des sols en 2018 (CLC) de la commune.
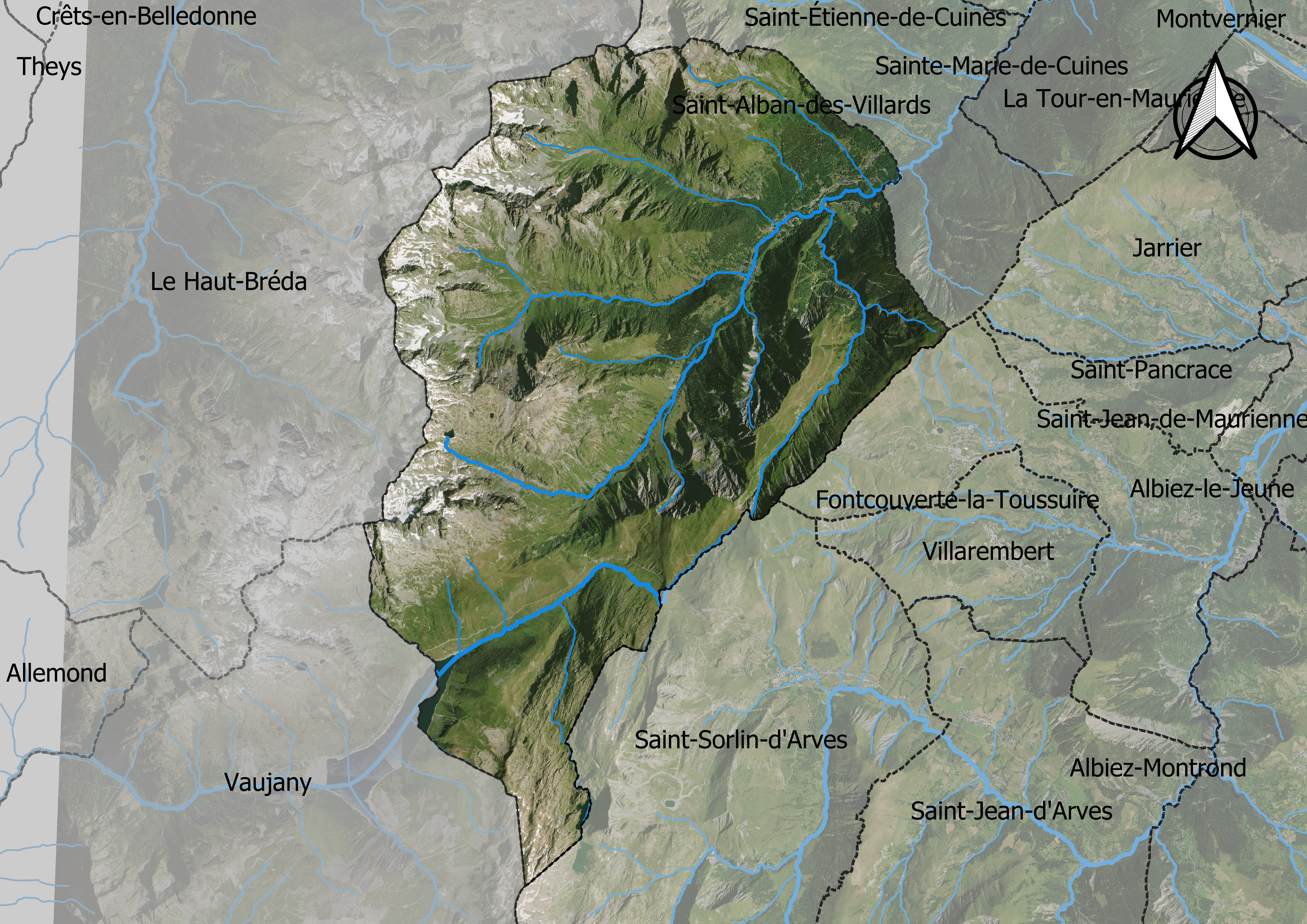
Carte orthophotogrammétrique de la commune.

## Toponymie
Dans les documents médiévaux, Saint-Colomban-des-Villards est mentionnée sous les formes suivantes ecclesia de Villariis (1123), ecclesia Sancti Colombi de Villariis (1250), de Villariis (XIVe siècle), Saint-Colomban (1723), Saint Colomban des Villars en Maurienne (1738),. Au cours de la période révolutionnaire et de l'occupation française du duché de Savoie, la commune porte le nom de Glandon (1792),.
Le toponyme renvoie au saint Colomban de Luxeuil, un moine d'origine irlandais à l'origine d'évangélisation des populations campagnardes notamment de Gaule (VIe siècle). Il est associé aux Villards, du nom de la vallée éponyme.
Le nom latin Sancti Columbani de Villariis a évolué en Saint-Colomban-des-Villards en français et Sent-Colomban-dus-Velârs en arpitan (voir section « langue »). Dans l'argot local des ramoneurs, le tèrrachu, la commune est également appelée Sent-Éclipse[réf. nécessaire].
Pour l'ensemble des villages de la vallée, répartis sur les deux communes de Saint-Colomban et Saint-Alban-des-Villards, le nom Les Villards est aussi utilisé. En arpitan savoyard, on écrit Los Velârs et cela se prononce [lɔ vlɑːr] (retranscrit selon la norme API) et « Lo Vlâr » (transcrit selon la graphie semi-phonétique de Conflans).
Le toponyme associé au hameau dit de Valmaure, selon l'abbé Adolphe Gros, proviendrait du nom d'un Romain appelé Maurus qui aurait possédé le vallon, soulignant qu'il n'existe aucun lien avec les Maures ou Sarrasins. On retrouve par ailleurs le toponyme dans quelques noms de famille locaux comme Bellot-Maure.

## Histoire
La vallée des Villards semble avoir été occupée par des colons burgondes vers la fin du VIe siècle voire au début du siècle suivant. L'étude des noms de famille de la vallée permettrait de justifier le propos, puisqu'au XVIe siècle la plupart de ceux-ci avaient une origine germanique : « Amblard, Bérard, Emidon, Gontier, Gottefrey, ou Rostaing ».
Au milieu du Xe siècle un groupe de Sarrasins venus du Fraxinet, dans les environs de l'actuelle Saint-Tropez, s'établit dans les Alpes et effectue des expéditions dans la vallée de l'Arc. Ils seront délogés de leurs positions vers la fin du siècle. Leur présence est toutefois restée fortement ancrée dans la tradition et est bien souvent à l'origine de légende. L'une d'elles veut qu'à Saint-Colomban-des-Villards « deux grottes [...] aient servi de refuge, et que le hameau voisin de Valmaure leur doive son nom ». L'abbé Gros a évoqué le fait que le toponyme de Valmaure pouvait avoir un lien avec une implantation maure ou sarrasine.
Francis Tracq, membre de l'Académie de Savoie, aborde cet aspect dans La Mémoire du Vieux Village, consacré à Bessans et explique que « Tout laisse à penser qu'à Bessans comme ailleurs, les rapports entre occupants et population locale se déroule dans une cohabitation sinon parfaite, du moins pacifique. ».
La paroisse médiévale correspondait à la vallée où s'écoule le Glandon et était constituée des villages et hameaux qui forment de Saint-Colomban et de Saint-Alban-des-Villards. Elle relevait pour partie des seigneurs de La Chambre et du Chapitre de la cathédrale de Saint-Jean-de-Maurienne.

## Politique et administration

### Administration locale
La commune fait partie du canton de La Chambre jusqu'à sa suppression en 2015. Elle est depuis rattaché à celui de Saint-Jean-de-Maurienne.

### Administration municipale

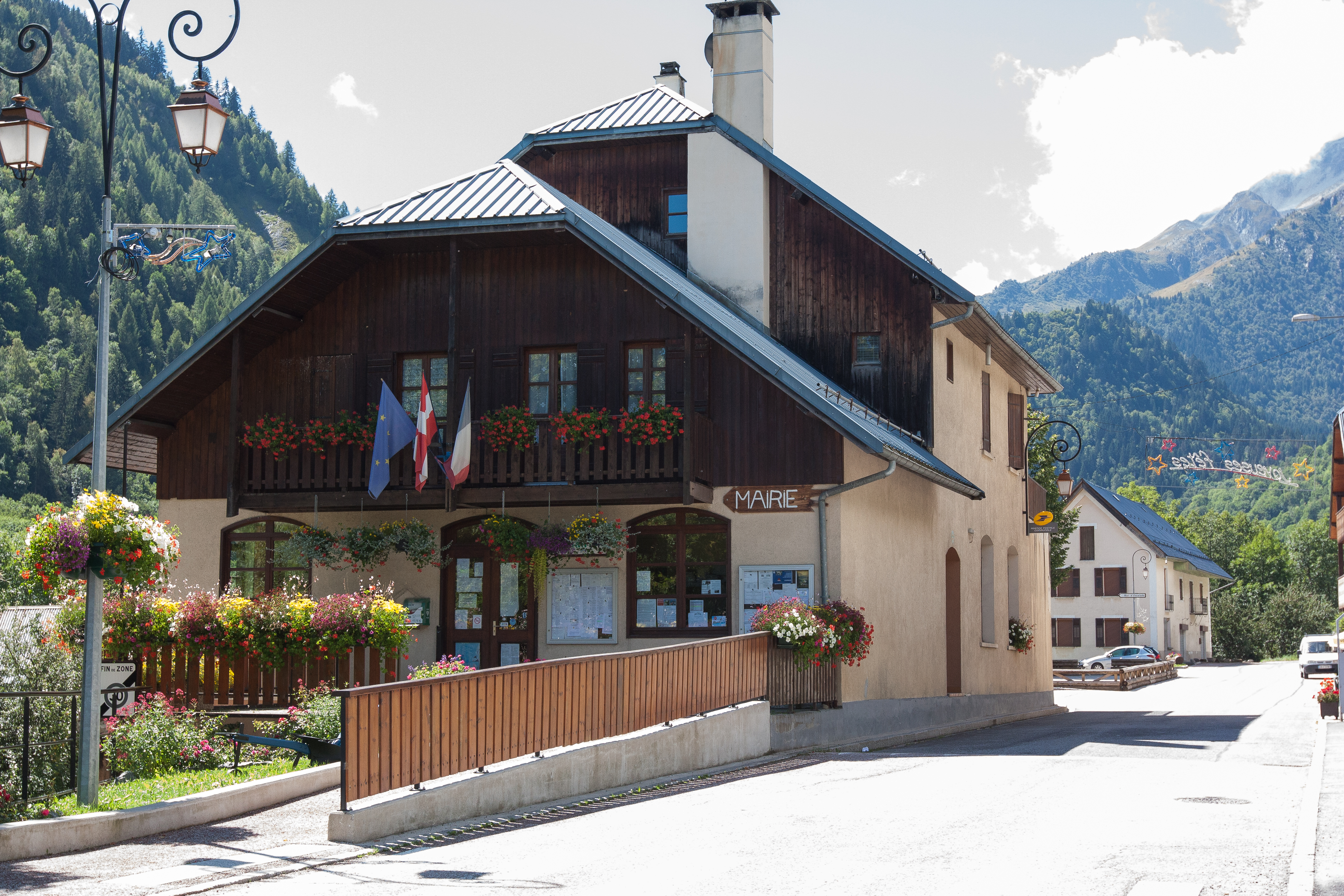
La mairie de Saint-Colomban-des-Villards.

Le nombre d'habitants au dernier recensement étant compris entre 100 et 499, le nombre de membres du conseil municipal est de 11.

### Liste des maires
| Période                                  | Période  | Identité                       | Étiquette | Qualité |
| ---------------------------------------- | -------- | ------------------------------ | --------- | ------- |
| Les données manquantes sont à compléter. |          |                                |           |         |
| 1862                                     | 1865     | Pierre-François Paret          | ...       | ...     |
| 1865                                     | 1871     | Saturnin Cuinat-Guerraz        | ...       | ...     |
| 1871                                     | 1875     | Louis Frasson-Botton           | ...       | ...     |
| 1875                                     | 1880     | Saturnin Martin-Cocher         | ...       | ...     |
| 1880                                     | 1881     | Louis Frasson-Botton           | ...       | ...     |
| 1881                                     | 1896     | Jacques-Emmanuel Martin-Cocher | ...       | ...     |
| 1896                                     | 1900     | Emmanuel Tardy                 | ...       | ...     |
| 1900                                     | 1912     | Benoît Martin-Culet            | ...       | ...     |
| 1912                                     | 1919     | Joseph Martin-Cocher           | ...       | ...     |
| 1919                                     | 1925     | Charles Paret-Peintre          | ...       | ...     |
| 1925                                     | 1935     | Emmanuel Tardy                 | ...       | ...     |
| 1935                                     | 1945     | Charles Paret-Peintre          | ...       | ...     |
| 1945                                     | 1959     | Jacques Tardy                  | ...       | ...     |
| 1959                                     | 1971     | Jacques Paret-Dodon            | ...       | ...     |
| 1971                                     | 1983     | Francis Martin-Fardon          | ...       | ...     |
| 1983                                     | 1989     | Alfred Bozon                   | ...       | ...     |
| 1989                                     | 1995     | René Mugnier                   | ...       | ...     |
| 1995                                     | 2001     | Maurice Bozon                  | ...       | ...     |
| 2001                                     | 2008     | René Mugnier                   | ...       | ...     |
| 2008                                     | 2014     | Maurice Bozon                  | ...       | ...     |
| 2014                                     | En cours | Pierre-Yves Bonnivard          | ...       | ...     |

### Intercommunalité
La commune appartient à la communauté de communes du canton de La Chambre depuis sa création en 2002.

## Population et société

### Démographie
Les habitants de la Vallée des Villards sont désignés sous le nom de Villarins ; mais pour désigner plus particulièrement ceux de Saint-Colomban-des-Villards, on les appelle Colégnons ou Colognons,.
L'évolution du nombre d'habitants est connue à travers les recensements de la population effectués dans la commune depuis 1793. Pour les communes de moins de 10 000 habitants, une enquête de recensement portant sur toute la population est réalisée tous les cinq ans, les populations de référence des années intermédiaires étant quant à elles estimées par interpolation ou extrapolation. Pour la commune, le premier recensement exhaustif entrant dans le cadre du nouveau dispositif a été réalisé en 2007.

En 2022, la commune comptait 138 habitants, en évolution de −10,39 % par rapport à 2016 (Savoie : +3,63 %, France hors Mayotte : +2,11 %).
| 1793  | 1800  | 1806  | 1822  | 1838  | 1848  | 1858  | 1861  | 1872  |
| ----- | ----- | ----- | ----- | ----- | ----- | ----- | ----- | ----- |
| 1 536 | 2 242 | 2 081 | 1 815 | 1 883 | 2 009 | 1 102 | 1 551 | 1 569 |

| 1876  | 1881  | 1886  | 1891  | 1896  | 1901  | 1906  | 1911  | 1921 |
| ----- | ----- | ----- | ----- | ----- | ----- | ----- | ----- | ---- |
| 1 486 | 1 392 | 1 340 | 1 264 | 1 192 | 1 143 | 1 043 | 1 061 | 834  |

| 1926 | 1931 | 1936 | 1946 | 1954 | 1962 | 1968 | 1975 | 1982 |
| ---- | ---- | ---- | ---- | ---- | ---- | ---- | ---- | ---- |
| 773  | 720  | 599  | 497  | 403  | 252  | 208  | 161  | 183  |

| 1990 | 1999 | 2006 | 2007 | 2012 | 2017 | 2022 | - | - |
| ---- | ---- | ---- | ---- | ---- | ---- | ---- | - | - |
| 204  | 195  | 184  | 182  | 189  | 135  | 138  | - | - |

### Manifestations culturelles et festivités

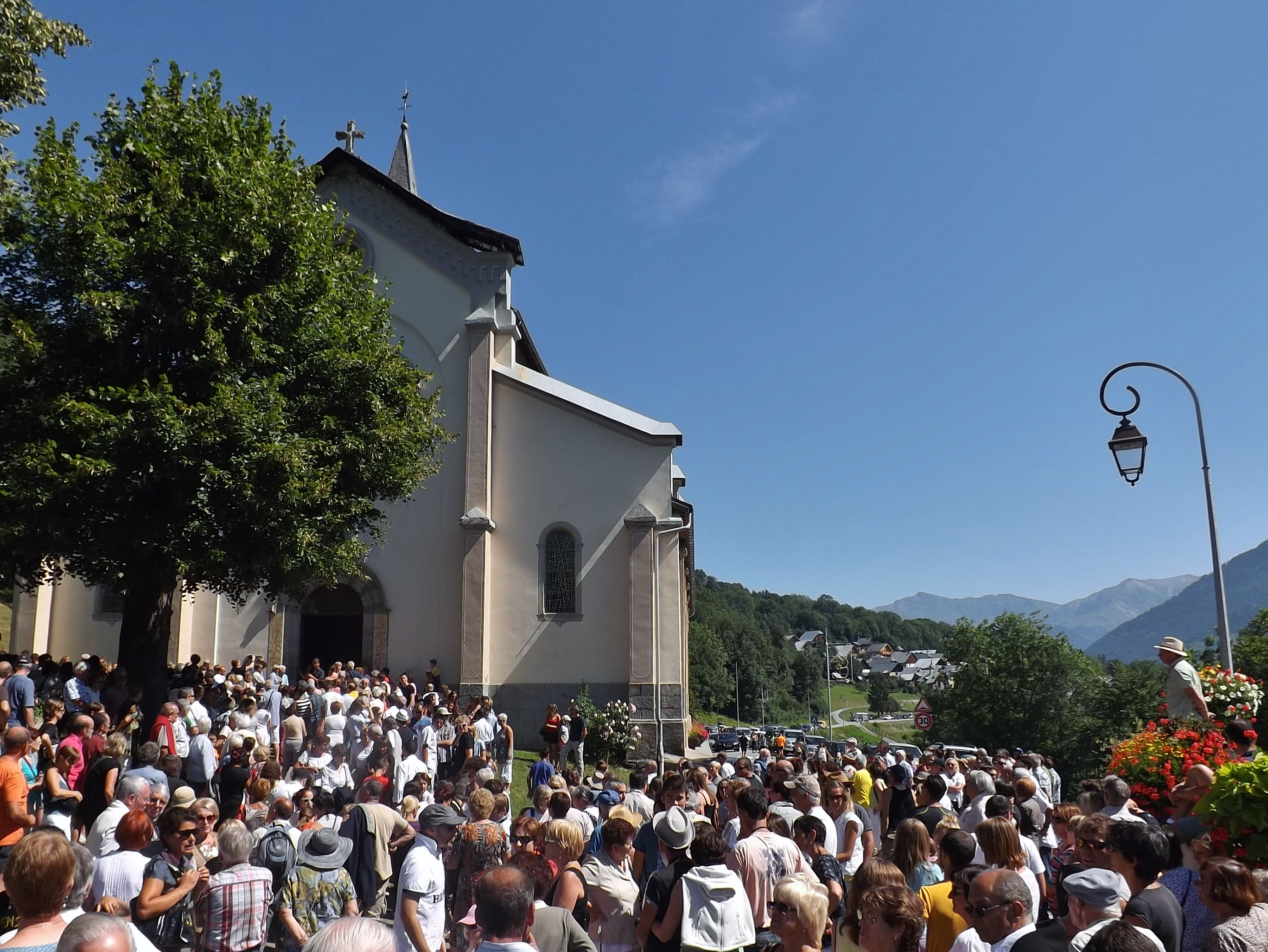
Fête fraditionnelle de la vallée des Villards en 2013.

- Festival culturel Festibanc au mois de mars organisé par les sons du Glandon ;
- Grande fête traditionnelle de la vallée des Villards durant l'été ;
- La via ferrata « la Chal ».

### Sports

#### La station de ski
Avec la création des Sybelles, la station de Saint-Colomban-des-Villards fait partie du troisième domaine skiable français. En décembre 2003, le projet des Sybelles se réalise, totalisant 310 km de pistes reliées sur les stations de Saint-Colomban-des-Villards, Saint-Sorlin-d'Arves, Saint-Jean-d'Arves, Le Corbier, La Toussuire et Les Bottières. La commune comble le déficit d'exploitation du domaine skiable, représentant en 2025 44 % du budget de la commune. Le maintien de la liaison avec les Sybelles est incertain.

#### Cyclisme
Le village se situe à la moitié de l'ascension du col du Glandon, lorsque ce col est grimpé au départ de Saint-Etienne de Cuines. Le Tour de France passe donc parfois par ce village. De plus, une arrivée à Saint-Colomban des Villards sera organisée lors de la 10e étape du Tour de l'Avenir 2018, la montée étant classée en première catégorie.

#### Pétanque
Tous les étés se déroule les 6 jours de pétanque de Saint-Colomban-des-Villards, un concours de pétanque en doublette. Il est organisé par le Comité d'organisation des 6 jours de pétanque de Saint-Colomban-des-Villards, et a fêté en 2018 sa 45ème édition.

## Culture locale et patrimoine

### Lieux et monuments
- L'église de Saint-Colomban ;
- L'église de Saint-Alban ;

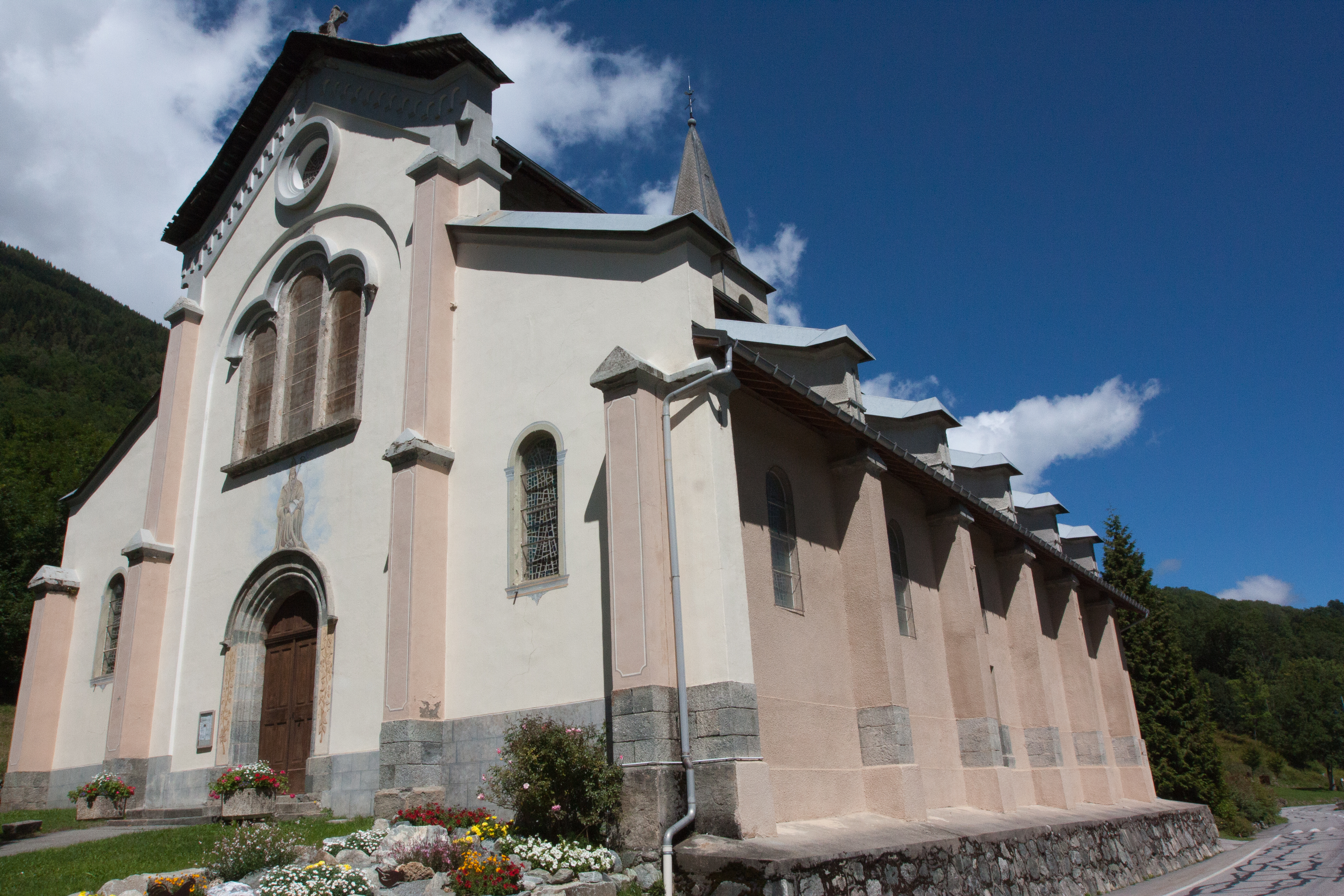
L'église de Saint-Colomban-des-Villards.

- La chapelle des Voûtes, dédiée à Notre-Dame des Voûtes ;

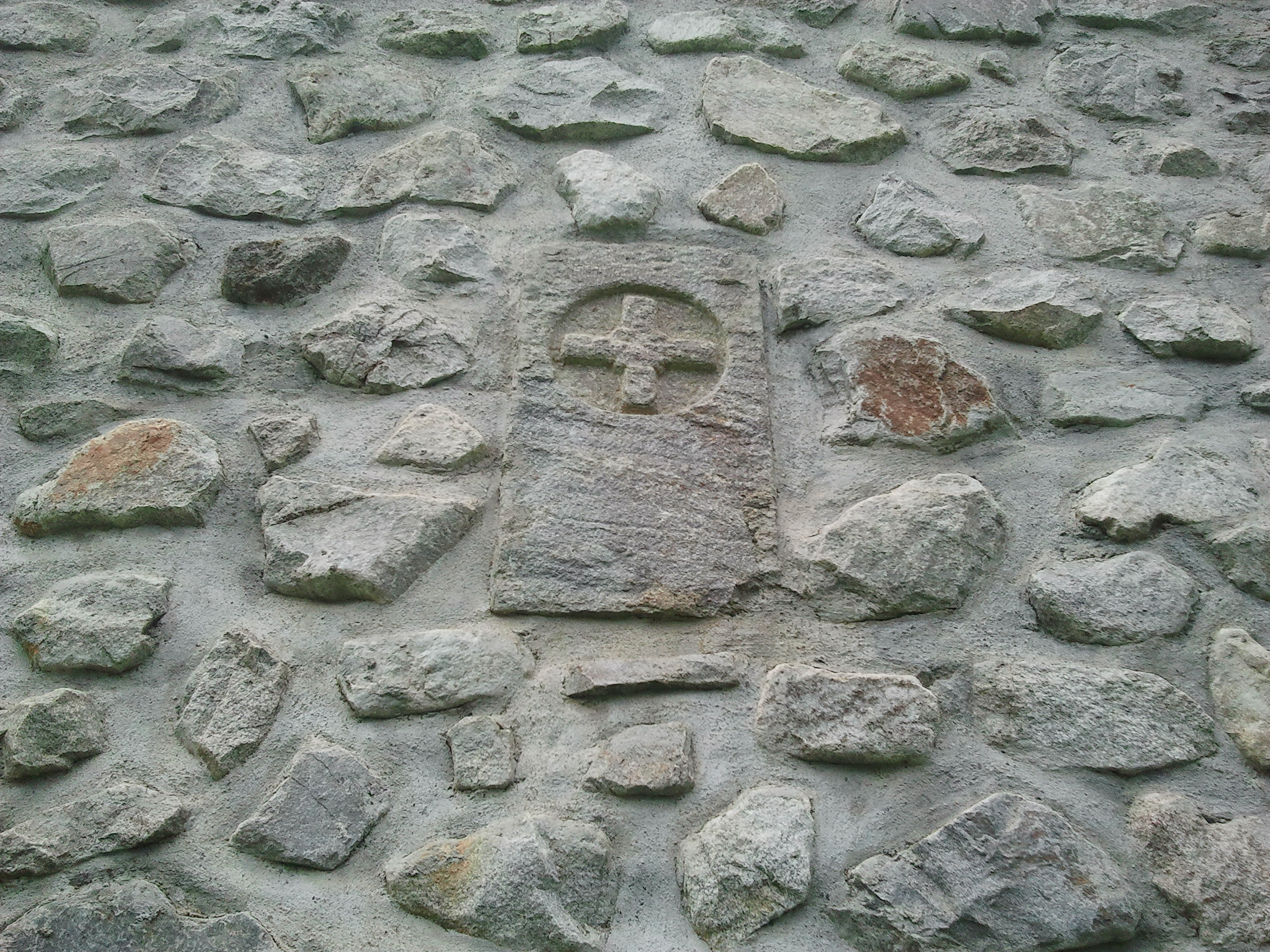
Borne frontière n°71 datant de 1823 séparant l'ancien duché de Savoie du royaume de France intégrée aujourd'hui à un mur d'un chalet en pierres côté Vaujany

- Borne frontière n°71 datant de 1823 séparant l'ancien duché de Savoie du royaume de France intégrée aujourd'hui à un mur d'un chalet en pierres côté VaujanyLa chapelle du Premier Villard, dédiée à saint Sébastien et à saint Roch, construite en 1702 ;
- La chapelle du Bessay, dédiée à saint Joseph et sainte Anne, terminée en 1652 et reconstruite en 1778 ;
- La chapelle du Martinan, dédiée à saint Claude. L'acte de fondation et d'institution de cette chapelle porte la date du 4 juin 1598 ;
- La chapelle de La Pierre, dédiée à Notre-Dame des Grâces. On ignore la date de sa fondation et de sa bénédiction mais le premier testament connu fondant une messe annuelle en cette chapelle est du 3 décembre 1646 ;
- La chapelle des Roches, dédiée à Notre-Dame de la Pitié. Le premier écrit mentionnant une fondation à ladite chapelle est du 20 juin 1627 ;
- La chapelle de Valmaure, dédiée à Notre-Dame des Neiges, construite en 1728 ;
- La chapelle de La Chal, dédiée à saint Sébastien et saint Roch, construite en 1598 ;
- Les anciennes bornes frontières de 1823 séparant l'ancien duché de Savoie du royaume de France situées dans la vallée de l'Eau d'Olle.

### Patrimoine culturel
La Maison du patrimoine au Chef-lieu est consacrée à la découverte du patrimoine local. Elle abrite une présentation des costumes traditionnels de la Vallée des Villards (mannequins, étoffes, broderies, film vidéo) dans un intérieur ancien et typique de l'architecture locale.

### Patrimoine naturel
- La chaîne de Belledonne ;
- Le col du Glandon.

### Patrimoine industriel
- La retenue d'eau du barrage de Grand'Maison est située en partie sur territoire de la commune.

### Personnalités liées à la commune
- La famille noble Martin, qui par mariage du 31 janvier 1605 entre Gasparde, la fille aînée de Pierre Sallière d'Arves, et Ennemond Martin, donne naissance aux Martin-Salière d'Arve[13],[24].
- Auguste Girard (1864-1927), député, maire de Salon-de-Provence, dont le père est natif du hameau de La Pierre[25].
- Pierre Bozon (1921-1986), géographe, professeur aux Écoles normales de Privas (1951) puis à l'université de Saint-Étienne[26],[27].
- Damien Paret-Dodon (né en 1980), vice-champion de France de snowboard en 2002, dans la catégorie boardercross.

### Langue

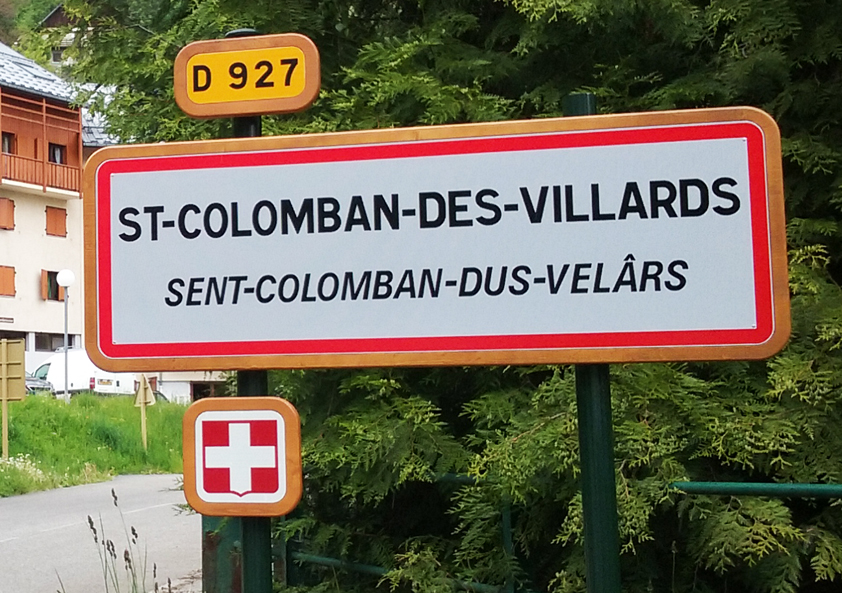
Panneau d'entrée d'agglomération en français et en arpitan.

La langue autochtone est appelée le parler des Colognons, un dialecte savoyard de la langue arpitane. Comme toutes les langues romanes, l'arpitan dérive cependant majoritairement du latin et est donc une langue romane indépendante, aussi ancienne que les autres langues gallo-romanes. La langue a, dès les années 1930, peu à peu reléguée. Elle est (surtout) parlée par les Colognons ayant plus de 50 ans et dans le cercle familial. Ce sont aujourd'hui surtout les noms de famille et les toponymes qui sont marqués par la présence de cette langue. Localement, la langue est encore souvent désignée par le terme « patois », une connotation péjorative. Depuis le 9 juillet 2009, l'arpitan est reconnu institutionnellement comme langue régionale de la région Rhône-Alpes, puis Auvergne-Rhône-Alpes. La région Rhône-Alpes avait signé en 2015 avec la région italienne de la Vallée d'Aoste la « charte de coopération interrégionale et transfrontalière de développement de la langue arpitane ». C'était dans cet élan et en lien avec la Région que se créait la commission « Langue & Culture Arpitane » par le conseil municipal pour le mandat 2014-2020 dans l'intention de valoriser le patrimoine linguistique de son territoire.

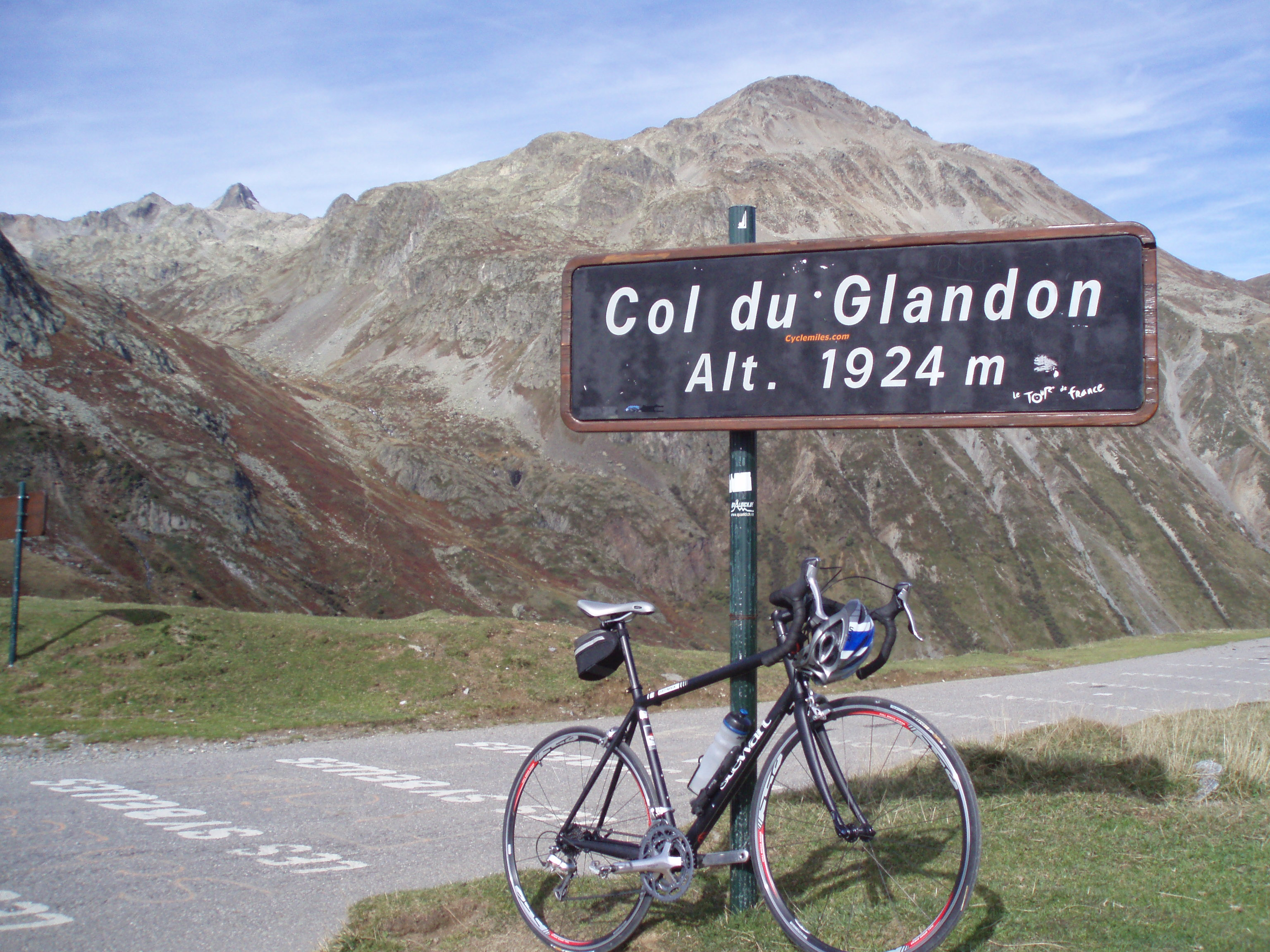
Le col du Glandon.
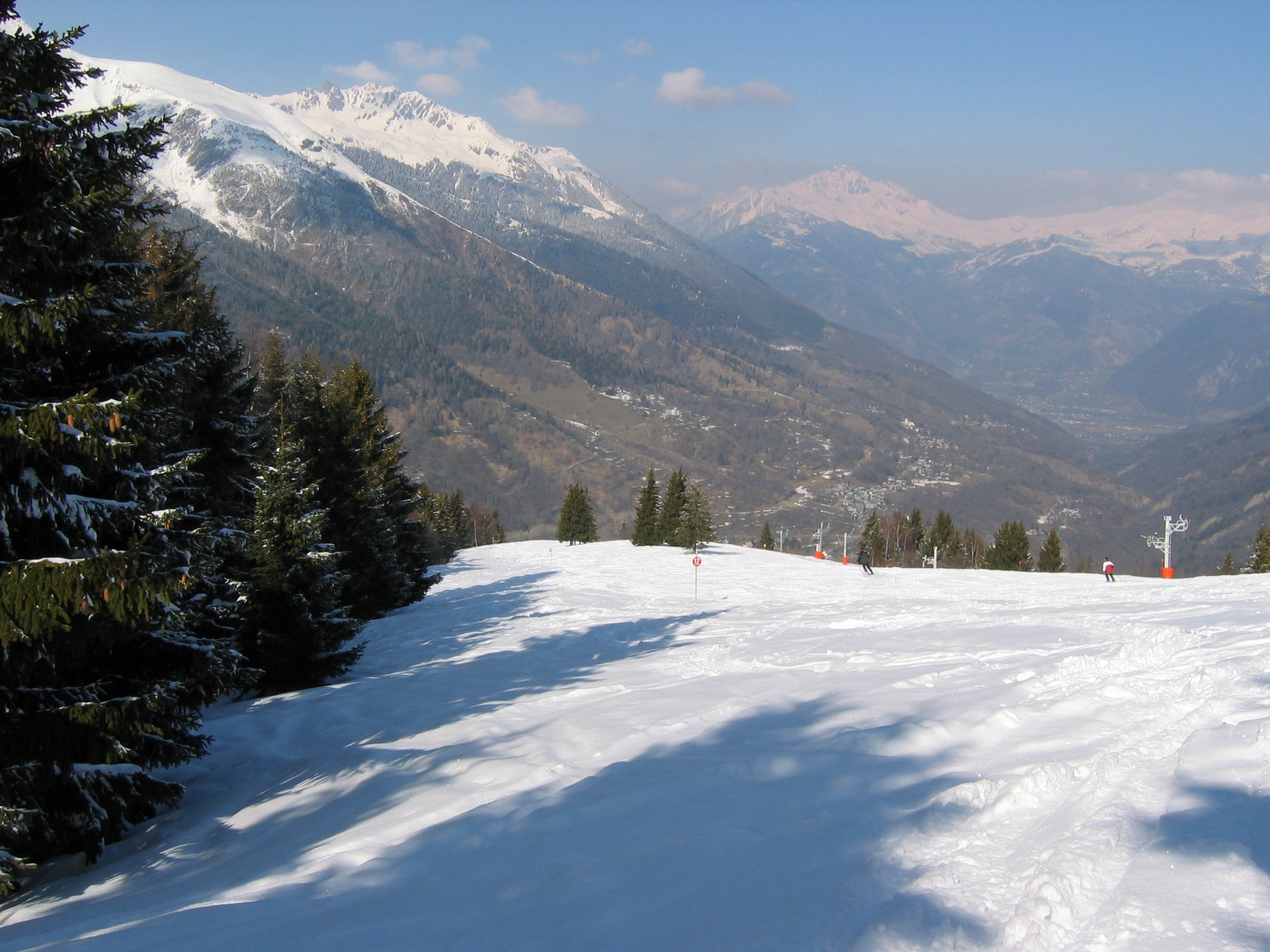
La piste de l'Ormet.
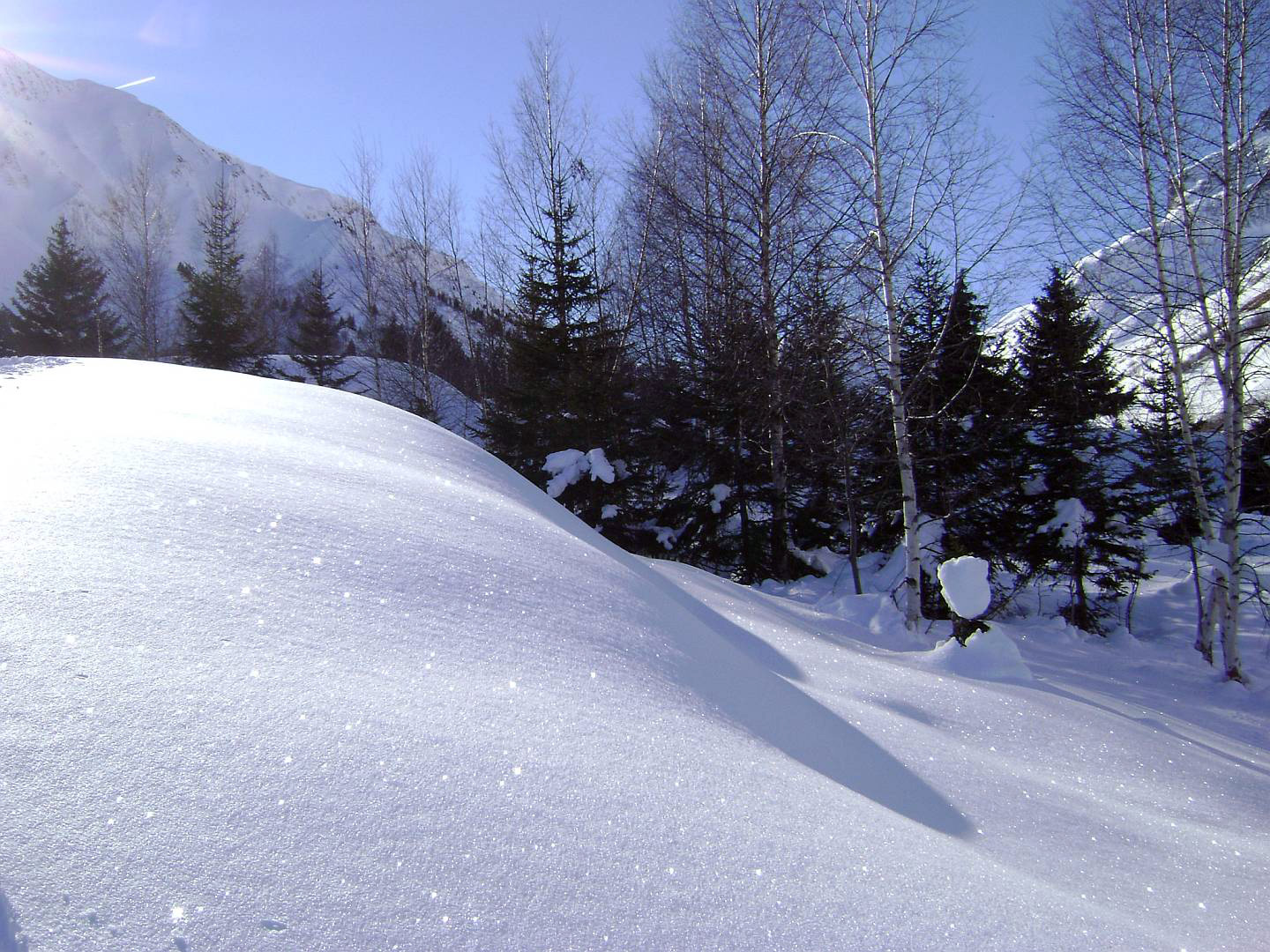
Un peu après la Chal.